# HD37017
HD37017 — хімічно пекулярна зоря спектрального класу B2, що має  видиму зоряну величину в смузі V приблизно  6,5.
Вона  розташована на відстані близько 1217,0 світлових років від Сонця.

## Фізичні характеристики
Телескоп Гіппаркос зареєстрував  фотометричну змінність  даної зорі з періодом    0,90 доби в межах від  Hmin= 6,53 до  Hmax= 6,50.

## Пекулярний хімічний вміст
Зоряна атмосфера HD37017 має підвищений вміст 
He
.

## Магнітне поле
Спектр даної зорі вказує на наявність магнітного поля у її зоряній атмосфері.
Напруженість повздовжної компоненти поля оціненої з аналізу
становить 1488,1± 338,4 Гаус.